# Polycoccum trypethelioides
Polycoccum trypethelioides är en svampart som tillhör divisionen sporsäcksvampar, och som först beskrevs av Theodor 'Thore' Magnus Fries, och fick sitt nu gällande namn av Rolf Santesson. Polycoccum trypethelioides ingår i släktet Didymocyrtis, och familjen Dacampiaceae. Arten är reproducerande i Sverige.